# Vere St. Leger Goold
Vere Thomas St. Leger Goold (2 de outubro de 1853 - 8 de setembro de 1909), foi um tenista irlandês, notado por ter sido finalista em Wimbledon e por ter sido condenado à prisão perpétua por assassinato.
Seu melhor resultado foi ter chegado à final do torneio de Wimbledon em 1879, onde acabou perdendo  para John Hartley por 6-2 6-4 6-2. Essa foi sua única final em torneios de Grand Slam de tênis.